# Chilocorus circumdatus
Chilocorus circumdatus es una especie de escarabajo del género Chilocorus, de la familia Coccinellidae, orden Coleoptera.

## Descripción
Mide 4,50–5,10 mm de longitud y 4,10–4,70 mm de ancho. Es ovalado de color amarillo anaranjado brillante a ocre o marrón rojizo, élitros oscuros y la parte ventral de color amarillo anaranjado.

## Distribución
Se distribuye por América del Norte, Asia y Oceanía.